# Ołeksandr Batiuk
Ołeksandr Mychajłowicz Batiuk (ukr. Олександр Михайлович Батюк, ros. Алекса́ндр Миха́йлович Батю́к, ur. 14 stycznia 1960 r. w Czernihowie) – ukraiński biegacz narciarski reprezentujący Związek Radziecki, srebrny medalista olimpijski i dwukrotny medalista mistrzostw świata.

## Kariera
Jego olimpijskim debiutem były igrzyska w Sarajewie w 1984 r. Wraz z Aleksanderem Zawiałowem, Władimirem Nikitinem i Nikołajem Zimiatowem zdobył tam srebrny medal w sztafecie 4 × 10 km. W swoim najlepszym indywidualnym starcie tych igrzysk zajął 10. miejsce w biegu na 15 km techniką klasyczną. Startował także na igrzyskach olimpijskich w Calgary, gdzie zajął 15. miejsce w biegu na 15 km stylem klasycznym. Na późniejszych igrzyskach już nie startował.
W 1982 r. zadebiutował na mistrzostwach świata biorąc udział w mistrzostwach w Oslo. Wspólnie z Nikitinem, Zimiatowem i Jurijem Burłakowem sięgnął tam po złoty medal w sztafecie. Był także czwarty w biegu na 50 km stylem klasycznym oraz piąty w biegu na 15 km stylem dowolnym. Na mistrzostwach świata w Seefeld in Tirol zaprezentował się słabiej, ani razu nie plasował się w czołowej dziesiątce. Jego najlepszym wynikiem było 11. miejsce w biegu na 50 km techniką klasyczną. Mistrzostwa świata w Oberstdorfie w 1987 r. były ostatnimi w jego karierze. Razem z Władimirem Smirnowem, Michaiłem Diewjatiarowem i Władimirem Sachnowem wywalczył tam srebrny medal w sztafecie. Zajął także 8. miejsce w biegu na 15 km stylem klasycznym.
Najlepsze wyniki w Pucharze Świata osiągnął w sezonie 1982/1983, kiedy to zajął 13. miejsce w klasyfikacji generalnej. Batiuk jest także mistrzem ZSRR w sztafecie z 1983 r. oraz w biegu na 15 km z 1985 r. Po zakończeniu sportowej kariery w 1988 r. rozpoczął pracę jako trener bogów narciarskich. Był także trenerem reprezentacji Ukrainy.
Jego syn Ołeksandr Batiuk jest reprezentantem Ukrainy w biegach narciarskich.

## Osiągnięcia

### Igrzyska olimpijskie
| Miejsce | Dzień     | Rok  | Miejscowość | Konkurencja             | Czas biegu | Strata  | Zwycięzca            |
| ------- | --------- | ---- | ----------- | ----------------------- | ---------- | ------- | -------------------- |
| 10.     | 13 lutego | 1984 | Sarajewo    | 15 km stylem klasycznym | 41:25,6    | +1:16,6 | Gunde Svan           |
| 2.      | 16 lutego | 1984 | Sarajewo    | Sztafeta 4 × 10 km      | 1:55:06,3  | +10,2   | Szwecja              |
| 16.     | 19 lutego | 1984 | Sarajewo    | 50 km stylem klasycznym | 2:15:55,8  | +7:21,2 | Thomas Wassberg      |
| 8.      | 19 lutego | 1988 | Calgary     | 15 km stylem klasycznym | 41:18,9    | +1:49,8 | Michaił Diewiatjarow |

### Mistrzostwa świata
| Miejsce | Dzień       | Rok  | Miejscowość      | Konkurencja             | Czas biegu | Strata  | Zwycięzca         |
| ------- | ----------- | ---- | ---------------- | ----------------------- | ---------- | ------- | ----------------- |
| 5.      | 23 lutego   | 1982 | Oslo             | 15 km stylem dowolnym   | 38:52,5    | +32,2   | Oddvar Brå        |
| 1.      | 25 lutego   | 1982 | Oslo             | Sztafeta 4 × 10 km      | 1:56:27,6  | -       | Ex aequo Norwegia |
| 4.      | 27 lutego   | 1982 | Oslo             | 50 km stylem klasycznym | 2:32:00,9  | +1:18,7 | Thomas Wassberg   |
| 14.     | 18 stycznia | 1985 | Seefeld in Tirol | 30 km stylem klasycznym | 1:18:24,1  | +2:48,5 | Gunde Svan        |
| 13.     | 22 stycznia | 1985 | Seefeld in Tirol | 15 km stylem klasycznym | 40:42,7    | +1:54,0 | Kari Härkönen     |
| 6.      | 24 stycznia | 1985 | Seefeld in Tirol | Sztafeta 4 × 10 km      | 1:52:21,0  | +2:08,7 | Norwegia          |
| 11.     | 27 stycznia | 1985 | Seefeld in Tirol | 50 km stylem klasycznym | 2:10:49,9  | +3:43,5 | Gunde Svan        |
| 8.      | 15 lutego   | 1987 | Oberstdorf       | 15 km stylem klasycznym | 43:01,8    | +39,4   | Marco Albarello   |
| 2.      | 15 lutego   | 1987 | Oberstdorf       | Sztafeta 4 × 10 km      | 1:38:04,6  | +26,3   | Szwecja           |

### Puchar Świata

#### Miejsca w klasyfikacji generalnej
- sezon 1981/1982: 25.
- sezon 1982/1983: 13.
- sezon 1983/1984: 26.
- sezon 1984/1985: 15.
- sezon 1985/1986: 37.
- sezon 1986/1987: 14.
- sezon 1987/1988: 36.